# Nutunutu
Nutunutu (No-to'-no-to, Nutuntu; pl. Nutantisha), pleme američkih Indijanaca iz grupe Southern Valley Yokuts, ogranak Chauchila, porodica Mariposan, s područja južno od donjeg toka rijeke Kings u Kaliforniji. Pleme Nutunutu imalo je selo Chiau nešto južnije od današnjeg Kingstona. Za njihovo drugo selo Hibek'ia točna lokacija nije poznata, no nalazilo se po svoj prilici u blizini rijeke Kings. 
Kultura je tipična Kaliforniji (razvijeno košaraštvo). U lovu na zečeve služili su se stupicama. 
Godine 1861. zajedno s Wimilchima broje 180 na rezervatu Fresno. Nešto kasnije bijeli naseljenici gotovo su ih istrijebili, a nešto preživjelih očuvalo se među susjednim plemenima.

## Vanjske poveznice
- vidi slike C. Hart Merriam Collection of Native American Photographs
- Yokuts